# 2013 în România
2011 - 2012 - 2013 - 2014 - 2015
2013 (MMXIII) în România a însemnat o serie de noi evenimente notabile.
Pentru România,2013 este Anul omagial al Sfinților Împarați Constantin si Elena.

## Evenimente

### Ianuarie
- 3 ianuarie : Un cutremur cu magnitudinea de 3,4 grade Richter are loc in Transilvania la adancimea de 118 kilometri.
- 4 ianuarie : Oana Schmidt Haineala,a fost aleasa,presedinte al Consiliului Superior al Magistraturii(CSM).
- 9 ianuarie : Diana Rotaru,eleva olimpica cazuta de la etajul trei a unei pensiuni in timpul unei tabere scolare,a decedat.
- 10 ianuarie : Andreea Marin Banica si Stefan Banica Jr. au decis sa divorteze.
- 11 ianuarie : Atentat cu bomba (dejucat) in Piatra Neamt.
- 12 ianuarie : Incepe vanatoarea de la Balc.

### Septembrie

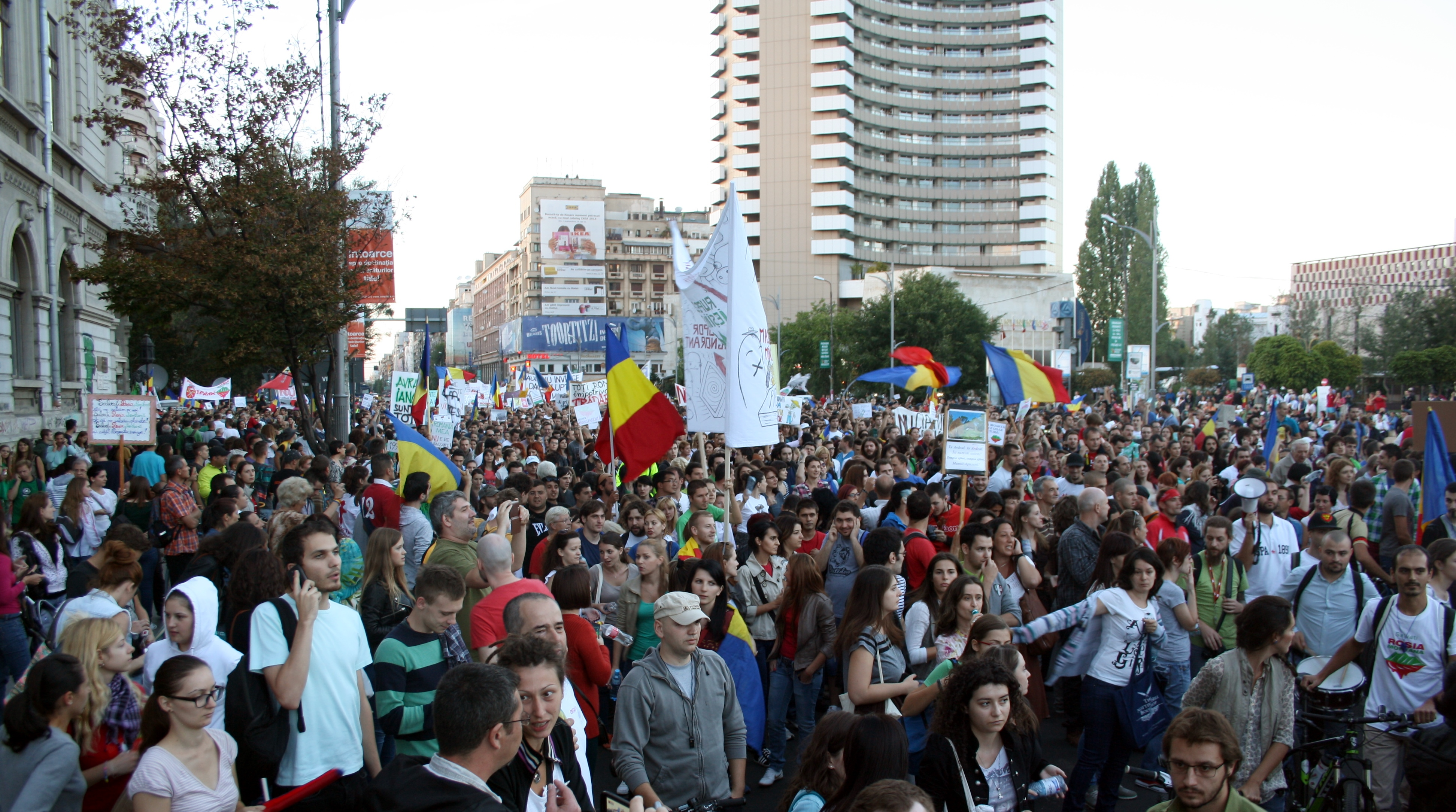
Proteste în București, în principalele orașe din țară și în diaspora împotriva Proiectului Roșia Montană

- Începând cu 1 septembrie, în toată țara, au loc numeroase proteste  împotriva proiectului minier de la Roșia Montană.
- 23 septembrie - prezent:  o serie neobișnuită de cutremure în județul Galați. La 3 octombrie, numărul cutremurelor în zonă era de 87.

## Decese
- 3 ianuarie :Sergiu Nicolaescu,regizor si actor român(n.1930)
- 7 ianuarie :Arhiepiscopul Buzaului si Vrancei,IPS Epifanie Norocel(n.1933)
- 12 ianuarie:Mariangela Melato,actrita italiana(n.1941)
- 18 ianuarie :Victor Radovici,actor roman(n.1936)